# Нахимово (Калининградская область)
Нахимово — посёлок в Полесском районе Калининградской области. Входит в состав Тургеневского сельского поселения.

## Население
| 2002 | 2010 |
| ---- | ---- |
| 490  | ↘438 |

## История
Населенный пункт Кляйн Шарлак в 1946 году был переименован в поселок Нахимово.